# Jim Spivey
James « Jim » Calvin Spivey (né le 7 mars 1960 à Schiller Park) est un athlète américain spécialiste du demi-fond. 

## Carrière
Jim Spivey est deux fois finaliste olympique du 1 500 mètres, en 1984 et en 1992 ; aux Jeux de 1996 à Atlanta, il est éliminé en séries du 5 000 mètres.

### Palmarès
| Date | Compétition               | Lieu         | Résultat | Épreuve      | Performance   |
| ---- | ------------------------- | ------------ | -------- | ------------ | ------------- |
| 1984 | Jeux olympiques d'été     | Los Angeles  | 5e       | 1 500 mètres | 3 min 36 s 07 |
| 1986 | Finale du Grand Prix IAAF | Rome         | 3e       | Mile         |               |
| 1987 | Jeux panaméricains        | Indianapolis | 2e       | 1 500 mètres | 3 min 47 s 46 |
| 1987 | Championnats du monde     | Rome         | 3e       | 1 500 mètres | 3 min 38 s 82 |
| 1987 | Finale du Grand Prix IAAF | Bruxelles    | 2e       | 1 500 mètres |               |
| 1988 | Finale du Grand Prix IAAF | Berlin       | 2e       | Mile         | 3 min 56 s 55 |
| 1992 | Jeux olympiques d'été     | Barcelone    | 8e       | 1 500 mètres | 3 min 41 s 74 |
| 1993 | Championnats du monde     | Stuttgart    | 5e       | 1 500 mètres | 3 min 37 s 42 |

### Records
| Épreuve      | Performance   | Lieu     | Date              |
| ------------ | ------------- | -------- | ----------------- |
| 1 500 mètres | 3 min 31 s 01 | Coblence | 28 août 1988      |
| Mile         | 3 min 49 s 80 | Oslo     | 5 juillet 1986    |
| 2 000 mètres | 4 min 52 s 44 | Lausanne | 15 septembre 1987 |